# ISO 14064
L’ISO 14064 (ICS no 13.020.40) est une norme ISO constituée de trois parties traitant chacune des spécifications et lignes directrices applicables au niveau des organisations ou des projets sur les émissions de gaz à effet de serre. 
Ces parties peuvent constituer un ensemble, ou au contraire être utilisées chacune séparément, suivant les besoins de déclaration et de vérification des émissions de gaz à effet de serre. Pour Chan Kook Weng, animateur du Groupe de travail de l'ISO sur le changement climatique (GT 5) du TC 207 qui a établi la norme ISO 14064 initiale en 2006, « l'ISO entend mettre à disposition un ensemble d'exigences ou de spécifications vérifiables et non ambigus, pour aider les entreprises, les organisations et les promoteurs de projets de réduction des émissions de GES. L’ISO 14064 apportera clarté et cohérence dans la communication entre les déclarants d’émissions de GES et les parties prenantes concernées ».

## Volets de la norme
La norme ISO 14064 est subdivisée en trois volets :
- l’ISO 14064-1[2] (2018), Gaz à effet de serre – Partie 1 : Spécification et lignes directrices, au niveau des organismes, pour la quantification et la déclaration des émissions et des suppressions des gaz à effet de serre ;
- l’ISO 14064-2[3] (2019), Gaz à effet de serre - Partie 2: Spécifications et lignes directrices, au niveau des projets, pour la quantification, la surveillance et la rédaction de rapports sur les réductions d’émissions ou les accroissements de suppressions des gaz à effet de serre ;
- l’ISO 14064-3[4] (2019), Gaz à effet de serre - Partie 3 : Spécifications et lignes directrices pour la vérification et la validation des déclarations des gaz à effet de serre.